# Jean Prunayre
Jean Prunayre, né le 6 juillet 1921 à Cohade (Haute-Loire) et mort le 16 janvier 1995 à Brives-Charensac (Haute-Loire), est un homme politique français.

## Détail des fonctions et des mandats
Mandat parlementaire
- 9 juin 1966 - 2 avril 1967 : Député de la 1re circonscription de la Haute-Loire